# Boyden Observatory
| Entdeckte Asteroiden: 4 | Entdeckte Asteroiden: 4 |
| ----------------------- | ----------------------- |
| (4301) Boyden           | 7. August 1966          |
| (5298) Paraskevopoulos  | 7. August 1966          |
| (11781) Alexroberts     | 7. August 1966          |
| (14310) Shuttleworth    | 7. August 1966          |

Das Boyden Observatory (IAU code 074) ist ein astronomisches Observatorium und wissenschaftliches Institut mit angeschlossener Lehre.
Es wurde ursprünglich von der Harvard University in der Nähe von Lima in Peru im Jahre 1889 gegründet. Im Jahre 1927 zog es zu seinem heutigen Standort, südlich der kleinen Ortschaft Maselspoort, nordöstlich der Stadt Bloemfontein in Südafrika. Es wird durch die University of the Free State verwaltet. Das Observatorium wurde nach Uriah A. Boyden (1804–1879) benannt, der in seinem Testament 238.000 US-Dollar dem Harvard College Observatory für astronomische Zwecke vermachte. Sein erster und langjähriger Direktor war John S. Paraskevopoulos.
Die Sternwarte beherbergt das drittgrößte optische Teleskop in Südafrika. Es ist der 1,5-m-UFS-Boyden-Rockefeller-Reflektor. Andere Teleskope beinhalten den 33-cm-Alvan-Clark-Refraktor, der über ein Jahrhundert alt ist, das historische 25-cm-Metcalf-Triplet-Fernrohr, den 40-cm-Nishimura-Reflektor, das 40-cm-Watcher-Roboterteleskop, ein 20-cm-Coelostat-Sonnenteleskop und zahlreiche kleinere und mobile Teleskope.